# Nollvision
En nollvision är ett mål inom olika områden där frekvensen av en förekomst är noll, vanligen antal dödade.

## Nollvisioner i Sverige
Nollvisionen i bestämd form avses i Sverige ofta målet att få ner antalet döda och svårt skadade i trafikolyckor till noll som infördes 1997 efter ett regeringsbeslut. År 1997 omkom 541 personer och 2017 omkom 252,
År 2008 implementerades en nollvision mot självmord, men år 2017 hade inte minskningen varit märkbar. Det har genomförts utredningar och regeringen har lagt fram förslag för att ta fram nollvisioner även för dödade av narkotika och i arbetsplatsolyckor.
Nollvision som koncept har fått stor genomslagskraft i Sverige och har blivit ett sätt att få gehör, politiskt stöd och resurser för olika ändamål. Enligt psykiatern David Eberhard kan en nollvision ha en negativ inverkan genom att människor blir mindre kapabla att hantera risker och missöden i sin vardag. Beredskapsansvariga har låga förväntningar på hur allmänheten kan hantera kriser och att enskilda klarar sin självförsörjning i högst ett dygn. Myndigheten för samhällsskydd och beredskap lanserade 2015 kampanjer för att uppmuntra svenska medborgare att ta mer personligt ansvar under kriser.
Eberhard befarar även att nollvisionen cementerar försiktighetsprincipen, det vill säga att ta det säkra före det osäkra och att det som inte är garanterat ofarligt betraktas som farligt för säkerhets skull.